# Ernesto Torregrossa
Ernesto Torregrossa (* 28. Juni 1992 in San Cataldo, Italien) ist ein italienischer Fußballspieler. Er besitzt neben der italienischen Staatsbürgerschaft auch die venezolanische Staatsangehörigkeit und spielte für die venezolanische Nationalmannschaft.

## Karriere
Torregrossa begann in der sizilianischen Stadt Caltanissetta mit dem Fußballspielen und wechselte von dort zum AS Lucchese in die Toskana. Über die Jugend von Udinese Calcio kam er 2010 schließlich zum Drittligisten Hellas Verona in der Herrenbereich. Nach drei Einsätzen für die Gialloblu konnte er sich nicht durchsetzen und wurde mehrfach an unterklassigere Teams verliehen. 
Im Laufe der 2010er-Jahre hatte er sich als Spieler der Serie C etabliert. Nach einer Leihe verpflichtete ihn Brescia Calcio im Jahr 2018 für 900.000 Euro. Mit La Leonessa gelang ihm 2019 als Meister der Serie B der Aufstieg in die Serie A. Folgend wurde er an Sampdoria Genua verliehen und wechselte 2021 für 5,5 Millionen Euro fest zu den Blucerchiati. Dort blieben seine Leistungen hinter den Erwartungen zurück, weshalb er im Januar 2022 nach Pisa verliehen wurde. Ein Jahr später, im Januar 2023, wechselte Torregrossa für 1,8 Millionen Euro als Vertragsspieler fest nach Pisa. Zur Saison 2024/25 wechselte er zum Zweitligisten US Salernitana, für die er elf Ligaspiele bestritt und im Februar 2025 in die Serie C zu Carrarese Calcio ging.

### Nationalmannschaft
Aufgrund seines familiären Erbes war Torregrossa berechtigt, Italien, Argentinien oder Venezuela zu vertreten. Mai 2022 entschied er sich für Venezuela. Im November 2022 erhielt er seinen ersten Ruf für La Vinotinto. Am 15. November debütierte Torregrossa für die Nationalmannschaft und erzielte dabei auch ein Tor.

### Erfolge
- Meister der Serie B: 2019 mit Brescia Calcio
- Aufstieg in die Serie A: 2019 mit Brescia Calcio

## Persönliches
Torregrossa wurde am 28. Juni 1992 in San Cataldo als Sohn des venezolanischen ehemaligen Fußballspielers Lirio Torregrossa und der argentinischen ehemaligen Volleyballspielerin Karina Rezzonico, beide italienischer Abstammung, geboren.